# 赫尔曼·冯·普克勒—穆斯考

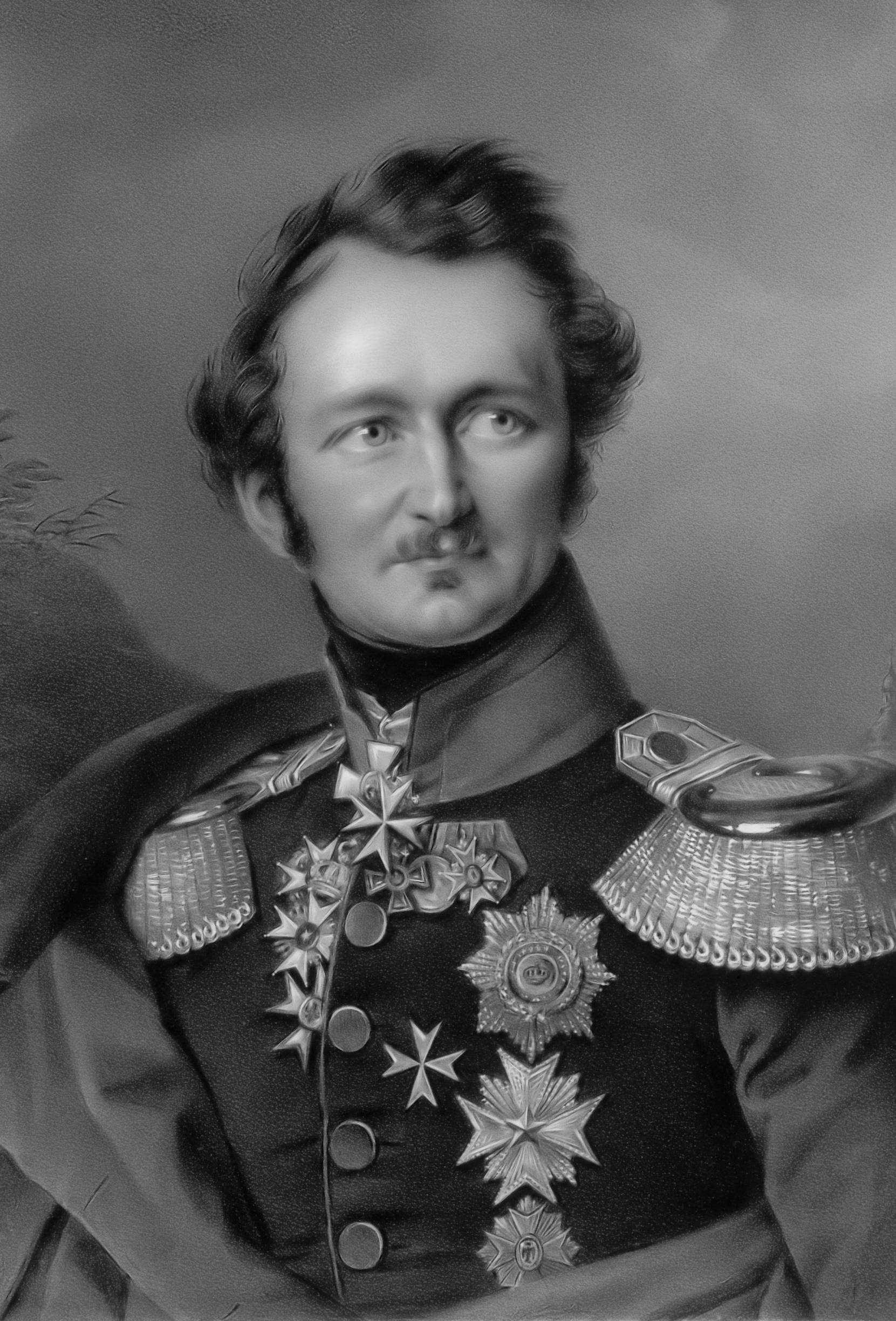
赫尔曼·冯·普克勒—穆斯考

赫尔曼·路德维希·海因里希·冯·普克勒-穆斯考（ 1785年10月30日– 1871年2月4日）是一位德国贵族以及園林景觀設計師。他曾重新設計穆斯考爾公園。1863 年，他成為普魯士貴族院议员，1866年普奥战争期間，他是普鲁士总参谋部的一員。